# Волонтерство

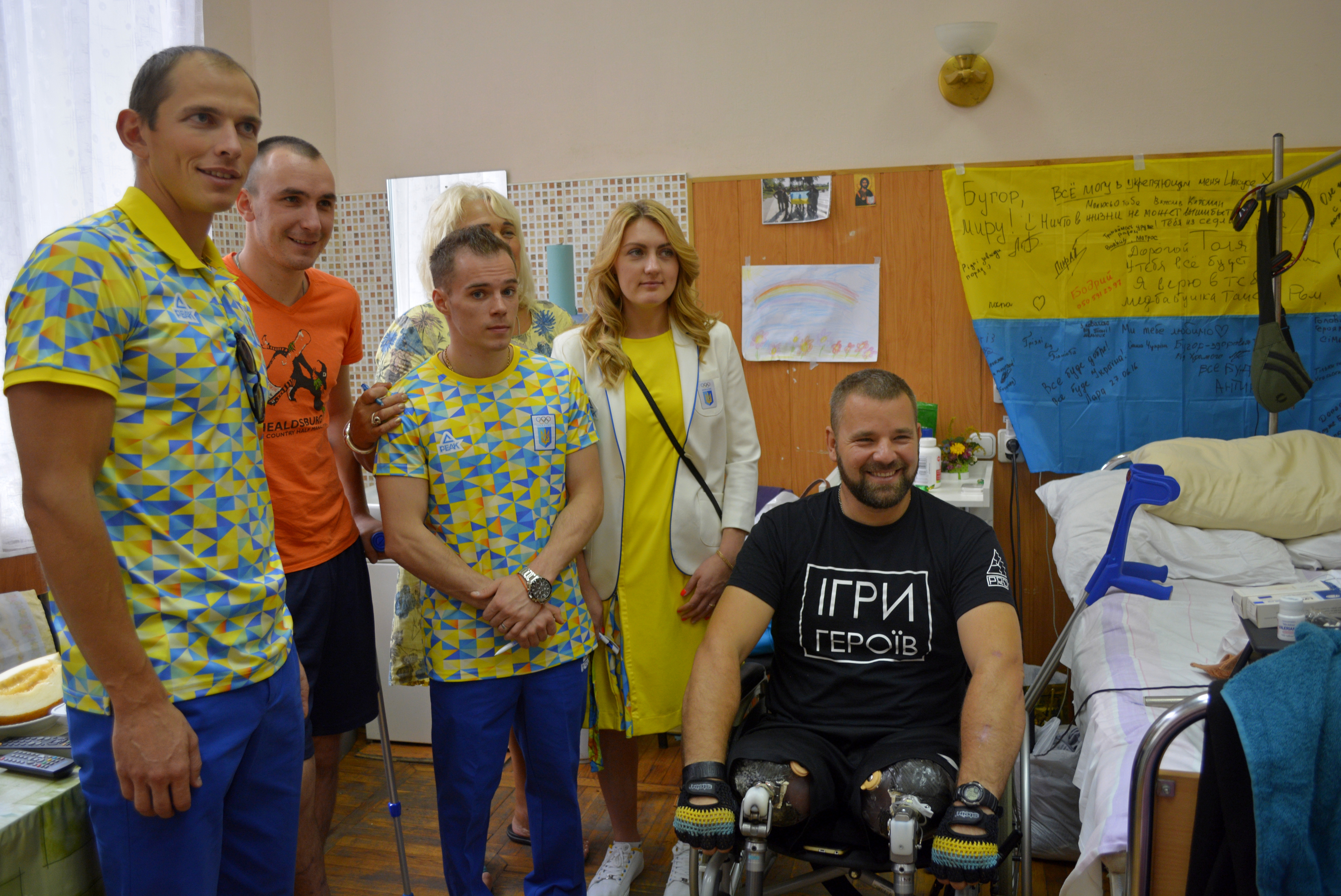
Волонтери у Центральному військовому госпіталі в Києві

Волонте́рство, або волонте́рська дія́льність (від фр. volontaire (доброволець) → лат. voluntarius → лат. voluntas (вільне волевиявлення) → лат. volō (бажання, намір)) — це особа, яка добровільно віддає свій час, енергію та навички для допомоги іншим або підтримки різних благодійних та громадських ініціатив. Волонтерство - це форма громадянської активності, яка базується на безкорисливості та бажанні допомагати оточуючим. Волонтери можуть працювати в різних сферах, від допомоги в хоспісах і пришкільних закладах до участі у міжнародних гуманітарних місіях. Вони відіграють важливу роль у підтримці вразливих груп населення, збиранні коштів на лікування та допомогу постраждалим від природних катастроф. Волонтерство може бути частиною шкільної або студентської діяльності, але також відкриває двері до нових можливостей для розвитку навичок і знайомства з новими людьми. У світі існують численні організації, що координують волонтерську діяльність і допомагають знаходити відповідні можливості для кожного охочого долучитися до доброчинної справи.
Волонтерство є однією з форм благодійності і однією з підвалин громадянського суспільства. За деякими оцінками, кожного року у світі у волонтерській діяльності беруть участь понад 100 млн осіб, і в багатьох країнах вона забезпечує 4-8 % ВВП. З 1985 року щорічно 5 грудня відзначається Міжнародний день волонтера

## Історія

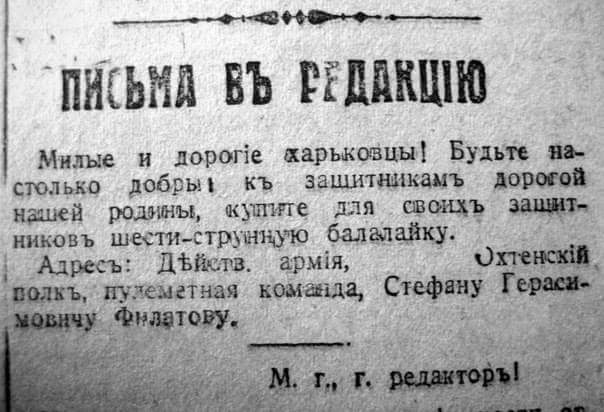
Лист до харків'ян з проханням про матеріальну допомогу від солдата діючої армії під час Першої Світової війни

Діяльністю, яку зараз називають волонтерською, люди займалися з давніх часів. Початком сучасного волонтерського руху в західних країнах зазвичай вважають створення Міжнародного комітету Червоного Хреста, яке ініціював 1859 року Жан Анрі Дюнан. Його ідеями стали керуватися волонтери в усьому світі.
У XX столітті волонтерство активно розповсюджувалося. Воно проявилося, зокрема, в допомозі постраждалим після Першої світової війни. В середині століття з'явився Координаційний комітет міжнародної волонтерської служби (CCIVS) під егідою ЮНЕСКО зі штаб-квартирою в Парижі.
Називати добровольців, що займаються суспільно корисною діяльністю, волонтерами стали пізніше: в країнах Заходу — з останньої третини XX століття, а в пострадянських країнах — із 1990-х років. Раніше ця назва стосувалася тих, хто добровільно йде на військову службу.
З 1970 року Міжнародна асоціація добровольчих зусиль кожні два роки проводить Всесвітню конференцію волонтерів. На такій конференції, що проходила 1990 року в Парижі, було прийнято першу Загальну декларацію волонтерів. 2001 року на конференції в Амстердамі вона була переглянута. В ній, зокрема, зазначається, що в волонтерстві можуть проявлятися й підсилюватися спільність, піклування, служіння, несення суспільної відповідальності, навчання та розвиток; волонтерство може скріплювати суспільство та розв'язувати його проблеми. Декларація підтримує право на волонтерську діяльність для всіх чоловіків, жінок та дітей, незалежно від їхньої раси, віросповідання, фізичних особливостей, соціального та матеріального становища.
З появою Інтернету виникло віртуальне волонтерство, або онлайн-волонтерство. До його проявів належить, зокрема, наповнення найбільшого й найпопулярнішого інтернет-довідника — Вікіпедії.

## В Україні
В Україні існує давня традиція суспільної праці, взаємодопомоги, піклування про ближнього. Осіб, які працювали у цій сфері, називали громадськими діячами, альтруїстами, доброчинцями, добровольцями тощо, а з кінця XX століття — волонтерами.
Волонтерську діяльність в Україні було офіційно визнано постановою Кабінету Міністрів України від 10 грудня 2003 року «Про затвердження Положення про волонтерську діяльність у сфері надання соціальних послуг». 2011 року Верховна Рада ухвалила закон «Про волонтерську діяльність», і ця постанова втратила чинність.
Перший потужний сплеск волонтерства в Україні був пов'язаний із чемпіонатом Європи з футболу 2012 року. Наступний сплеск, спричинений подіями Євромайдану та війною на сході України, мав безпрецедентний масштаб і сягнув максимуму 2014 року. Крім того, українські волонтери займаються просвітництвом, профілактикою шкідливих звичок та негативних соціальних явищ, організацією дозвілля дітей та молоді, соціально-правовим захистом нужденних та різноманітною іншою роботою.
Волонтери можуть працювати, зокрема, при Центрах соціальних служб для сім'ї, дітей та молоді (ЦСССДМ) та при різних громадських об'єднаннях. Найчисельнішою групою волонтерів є учні старших класів і середніх спеціальних закладів, студенти вищої школи. Волонтерами виступають також батьки, пенсіонери та спеціалісти, які безкоштовно надають різні види соціальних послуг.
Роль волонтерства у соціальній сфері визнана на державному рівні, що знаходить підтвердження в окремих законодавчих документах, зокрема у законах України «Про соціальну роботу з сім'ями, дітьми та молоддю», «Про соціальні послуги», в яких добровільна праця волонтерів визнається як необхідна та суспільно корисна.
З 2015 року в Україні почали розвиватися волонтерські мережі, які об'єднали в собі волонтерів з різних міст та різного віку. Наймасовішим з них є Volunteer Community [Архівовано 16 червня 2018 у Wayback Machine.], що об'єднує більш ніж 5000 волонтерів з 21 міста України. Наразі волонтерський рух в Україні виходить на іншу ланку. Волонтерські та благодійні організації професійно розвинулися в напрямку роботи з волонтерами та пропонують програми в яких передбачені різні етапи роботи з кожним волонтером індивідуально, починаючи з прийому волонтерів, визначення ролі та діяльності, формулювання цілі, завдання та критеріїв успіху діяльності, підготовки та супервізії волонтерів. Варто зазначити, що тепер волонтерство не розглядають, як виключно альтруїстичний намір волевиявлення, все частіше волонтерство розглядають, як засіб для розвитку, соціалізації, позиціювання, впливу та отримання нових знань, знайомств та навичок.

### Волонтерський рух в умовах війни на сході України
З початком окупації Криму Росією у березні 2014 року та антитерористичної операції на сході України у квітні 2014 року в Україні виник волонтерський рух, який має на меті:
- допомогу українським бійцям в отриманні сучасного умундирування, амуніції, технічних засобів, транспорту тощо;
- допомогу внутрішньо переміщеним особам, які вимушено залишили свої домівки у Криму та на Донбасі, у пошуку житла, допомогу речами першої потреби, їжею та одягом.

Серед волонтерських організацій, які допомагають українським військовим, найвідомішими та найпотужнішими є «Народний проєкт», «Народний тил», «Повернись живим», «Армія SOS», «Крила Фенікса», «Combat-UA», Волонтерська сотня «Україна — Світ», «Сестри перемоги», Центр «Миротворець», «Волонтерська група Романа Доніка» та низка інших.
До найвідоміших волонтерських організацій, які допомагають переселенцям, належить «Станція Харків» (м. Харків)
Волонтерський рух, пов'язаний із війною на сході України, отримав велике суспільне та державне визнання, яке проявилося в високих рейтингах довіри, державних та недержавних нагородах, перейменуваннях вулиць тощо. Деякі волонтери увійшли у владні структури.

### Нормативно-правове забезпечення
Сприяння волонтерській діяльності та іншим формам громадської активності визначено стратегічним пріоритетом державної політики сприяння розвитку громадянського суспільства в Україні відповідно до Указу Президента України «Про Стратегію державної політики сприяння розвитку громадянського суспільства в Україні та першочергові заходи щодо її реалізації» від 24 березня 2012 року. У лютому 2016 цей указ втратив чинність згідно з указом «Про сприяння розвитку громадянського суспільства в Україні». Відносини, пов'язані з провадженням волонтерської діяльності в Україні, регулюються Законом України «Про волонтерську діяльність» від 19 квітня 2011 року. Він містить обмеження за віком (з 14 років) щодо участі фізичних осіб у волонтерській діяльності.
Закон неодноразово піддавався критиці.